# Dinar (district)
Dinar is een Turks district in de provincie Afyonkarahisar en telt 50.311 inwoners (2007). Het district heeft een oppervlakte van 1.360,88 km².
De bevolkingsontwikkeling van het district is weergegeven in onderstaande tabel.
| 1997    | 2000   | 2007   |
| ------- | ------ | ------ |
| 104.930 | 88.304 | 50.311 |